# Вандурский, Витольд Вацлавович
Витольд Вацлавович Вандурский (пол. Witold Wandurski; 8 апреля 1891, г. Граница Петроковской губернии, Царства Польского, Российской империи — 1 июня 1934, Москва) — польский поэт-коммунист, драматург, публицист, режиссёр, переводчик, политический деятель.

## Биография
Учился в Варшавском политехникуме. В 1916 году сражался на Восточном фронте Первой мировой войны.
С  1916 по 1919 год на факультете права Московского университета. 
В 1918—1921 годах Вандурский путешествовал по России, Турции, Персии, откуда приехал в Харьков, где преподавал в Свободном университете искусств, был режиссёром и руководителем польского самодеятельного театра. В 1921 году вернулся на родину в Польшу. Руководил театром в Лодзи, занимался поэзией, критикой и драматургией.
Член ВКП(Б) с 1923 года. Член КПП. Сотрудничал с социалистическими изданиями (газетой «Nowа Kulturа»). Был одним из организаторов легального печатного органа Коммунистической партии Польши газеты «Kulturа Robotniczа» (пол. «Рабочая культура»).
В конце 1927 под редакцией В. Вандурского начал выходить ежемесячный марксистский литературно-общественный журнал «Dzwignia» («Рычаг»).
В 1928 Вандурский был арестован властями Польши. После освобождения с 1929 жил в СССР. Руководил польским театром-студией в Киеве, затем переехал в Москву, где поставил свою драму «Рабан» и агит-пьесу «В отеле „Империализм“».
Кандидат в члены Секретариата международного объединения революционных писателей с 1930 года.
11 сентября 1933 года Витольд Вандурский был арестован по обвинению в подготовке вооруженного восстания, шпионаже и участии в контрреволюционной организации. Коллегией ОГПУ 9.03.1934 он был приговорён к расстрелу. Приговор приведён в исполнение 1 июня 1934 года.
Похоронен на Ваганьковском кладбище.
Реабилитирован посмертно 20.10.1956 года.

## Творчество
В. Вандурский — видный представитель пролетарской поэзии в Польше.
Уже на первом курсе МГУ основными его интересами становятся литература и театр. Последователь современных русских поэтов. Среди многих замечательных поэтов того времени особое влияние на него оказал Владимир Маяковский, произведения которого Вандурский переводил на польский язык (переводы из Маяковского в книге «Nowa scena robotnicza», Варшава, 1923).
Автор многих драм и сценических плакатов. На драматургическое творчество Вандурского большое влияние оказали Станиславский и Мейерхольд.
В 1923 году он написал и поставил пьесу «Смерть на груше» в руководимом им коллективе «Рабочая сцена» в Лодзи, затем — пьесу «Игра о Ироде» (1926); в этой современной политической комедии используются сюжеты и сценические традиции старинного ярмарочного театра. В 1925 «Смерть на груше» была поставлена в Театре им. Словацкого (Краков).
В 1925 году совместно с поэтами — Владиславом Броневским и Станиславом Станде, Вандурский выпустил программный манифест пролетарской поэзии — сборник стихов «Trzy salwy» (Три залпа).
В издательстве «Молодая Гвардия» вышел ряд его пьес.

## Избранные произведения
- Śmierć na gruszy,
- W hotelu «Imperializm»,
- Nowa scena robotnicza,
- Sadze złote (1925)
- Gra о Herodzie (пьеса в стихах, Варшава, 1926)
- Wiersze i dramaty.